# Łupek serycytowy
Łupek serycytowy – skała metamorficzna powstała z niewielkiego  przeobrażenia łupka ilastego bądź mułowca w warunkach niskich temperatur (200–400 °C) i niezbyt wysokich ciśnień (bardzo niski i niski stopień metamorfizmu według Winklera). Ze względu na pochodzenie często można spotkać nazwy metaiłowiec lub metamułowiec.

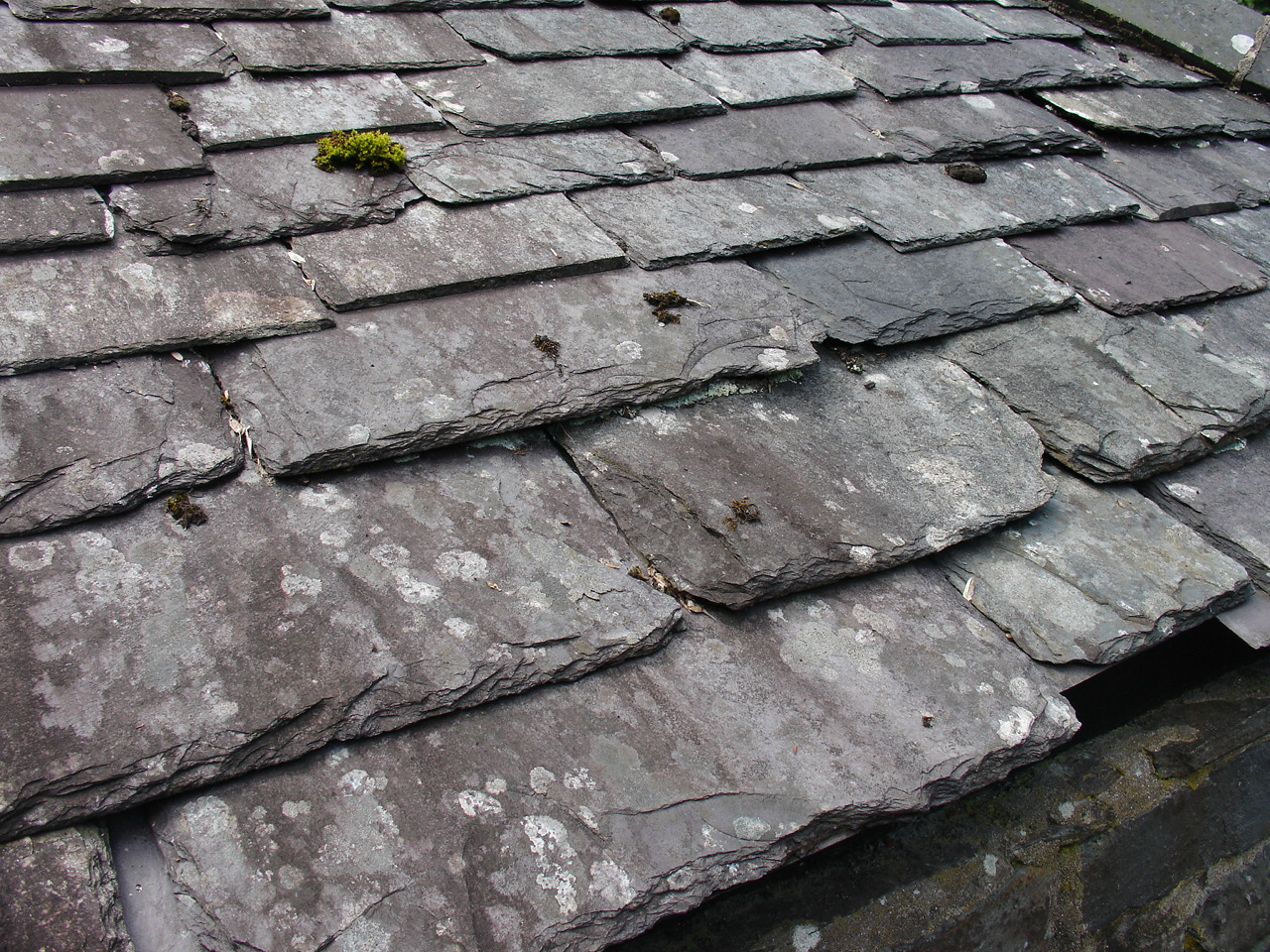
Dach pokryty łupkami

Stanowi skałę przejściową do utworów osadowych. Jest bardzo pospolity i szeroko rozpowszechniony.
Właściwości łupków serycytowych  pochodzą od dominującego składnika jakim jest serycyt  jednak często są maskowane przez obecność innych minerałów, np. kwarcu, chlorytu, czasami skaleni.
- Struktura:  drobnoziarnista i drobnoblaszkowata, czyli granolepidoblastyczna,
- Tekstura:  łupkowa, wyraźnie zaznaczona,
- Skład: kwarc, serycyt i dodatkowe minerały, jak muskowit, skaleń, chloryt, czasami amfibol. W składzie dominuje serycyt lub kwarc.
- Barwa: jasnopopielata, jasnosrebrzysta, niekiedy zielonkawo-szara, czasami zabarwione związkami żelaza na czerwono, żółto.
- Twardość: niezbyt twarde, twardość zależy od zawartości kwarcu (twardość w skali Mohsa: 7).

Miejsca występowania: USA – Pensylwania, Vermont, Wielka Brytania – Walia, Polska – G. Kaczawskie, G. Opawskie, Małopolska, głębokie podłoże północnej i północno-wschodniej Polski.
Zastosowanie: używany jako materiał do pokrywania dachów, zmielony – do wyrobu płyt elektrycznych, stołów laboratoryjnych, tablic szkolnych. Ma zastosowanie jako kruszywo i wypełniacz, nośnik do farb, dawniej nośnik do DDT.